# 竹元裕太郎
竹元 裕太郎（たけもと ゆうたろう、1995年2月21日 - ）は、日本の男子バレーボール選手である。

## 来歴
島根県浜田市出身。バレーボールを始めたのは高校1年生の終わりの頃と遅く、部員不足で誘われたのがきっかけでバレーボールを始めた。
浜田高等学校、東京学芸大学を経て、2016-17シーズン、V・プレミアリーグ（当時のVリーグ1部リーグ）に所属する堺ブレイザーズ（現・日本製鉄堺ブレイザーズ）の内定選手となった。
2017年、大学卒業後に、堺ブレイザーズに入団した。入団1シーズン目となる2017-18シーズン、V・プレミアリーグの試合に出場しVリーグデビューを果たした。

## 所属チーム
- 浜田高等学校（2010-2013年）
- 東京学芸大学（2013-2017年）
- 堺ブレイザーズ/日本製鉄堺ブレイザーズ（2017年-）